# Michel Leiris
Pour les articles homonymes, voir Leiris.
Michel Leiris, de son nom complet Julien Michel Leiris, né le 20 avril 1901 à Paris 16e et mort le 30 septembre 1990 à 89 ans à Saint-Hilaire dans l'Essonne, est un écrivain, poète, ethnologue et critique d'art français.

## Biographie
Michel Leiris est né le 20 avril 1901 au sein d'une famille bourgeoise cultivée habitant au 41, rue d'Auteuil dans le 16e arrondissement de Paris. Sa famille le pousse contre son gré à faire des études de chimie alors qu'il est attiré par l'art et l'écriture. Il fréquente les milieux artistiques après 1918, notamment les surréalistes jusqu'en 1929. Il se lie d'amitié avec Max Jacob, André Masson, Picasso, etc. Son œuvre a marqué les recherches ethnographiques et ethnologiques.

En 1935, dans L'Âge d'homme, voici comme il se décrit : 
« Je viens d’avoir trente-quatre ans, la moitié de la vie. Au physique, je suis de taille moyenne, plutôt petit. J’ai des cheveux châtains coupés court afin d’éviter qu’ils ondulent, par crainte aussi que ne se développe une calvitie menaçante. Autant que je puisse en juger, les traits caractéristiques de ma physionomie sont : une nuque très droite, tombant verticalement comme une muraille ou une falaise, marque classique (si l'on en croit les astrologues) des personnes nées sous le signe du Taureau ; un front développé, plutôt bossué, aux veines temporales exagérément noueuses et saillantes. […] Mes yeux sont bruns, avec le bord des paupières habituellement enflammé ; mon teint est coloré ; j'ai honte d'une fâcheuse tendance aux rougeurs et à la peau luisante […]. »
— Je viens d'avoir trente-quatre ans, 1 in Michel Leiris, L'Âge d'homme, Gallimard, 1939.

### Milieu familial
Son grand-père paternel, Jacques Eugène Leiris (1819-1893), employé de commerce, a pris part aux journées de juin 1848.
Sa mère, Marie-Madeleine née Caubet (1865-1956), catholique fervente, a fréquenté la Sorbonne, parlait couramment l’anglais, mais n’exerça aucune fonction rémunérée.
Eugène Leiris (1855-1921), son père, travaille dès l’âge de quatorze ans. Il est agent de change d’Eugène Roussel (1833-1894) puis de son successeur Jacques Sargenton, caissier des titres de ce dernier, puis son fondé de pouvoirs. Établi à son compte vers 1910, il devient l’homme d’affaires de Raymond Roussel (fils d’Eugène Roussel et écrivain à qui Leiris voue une immense admiration). Eugène Leiris décède, le 16 novembre 1921, des suites d’une opération de la prostate. Max Jacob, retiré, fin juin 1921, au couvent des bénédictins de Saint-Benoît-sur-Loire, adresse, le 18 novembre 1921, ses condoléances à Michel Leiris. C'est la première des lettres qu’il lui adresse (deux par mois) au cours des deux années qui suivent. Les soixante-six lettres, dont cinquante-deux de novembre 1921 à décembre 1923, conservées par Leiris ont été publiées.
Eugène et Marie Leiris qui ont perdu une fille, Madeleine, élèvent quatre enfants : trois fils, Jacques (1896-1982), Pierre (1897-1975), dont les deux fils, François et Henri, décèdent au combat en novembre 1944, Michel et leur nièce Juliette (1888-1992), marraine de Michel. Elle est, pour lui, une sœur aînée, une seconde mère mais aussi, grâce à son excellente mémoire, celle qui lui permet de vérifier l’exactitude de ses souvenirs d’enfance. Juliette épouse le 2 juin 1910 Gustave Jannet (1883-1935). Le couple vient habiter Paris, près de chez les Leiris, Michel peut ainsi continuer à voir sa sœur tous les jours.
Il épouse en 1926 Louise Godon (1902-1988) surnommée Zette, fille « naturelle » de Lucie Godon (1882-1945) qui la fait passer pour sa sœur. Lucie a encore trois sœurs, Jeanne (1886-1973), Berthe (1893-1984) qui se marie en 1925 avec le peintre Élie Lascaux, et Germaine (1896-1918). Daniel-Henry Kahnweiler vit avec Lucie Godon depuis 1904 et l'épouse en 1919. Michel Leiris devient ainsi le beau-fils du puissant marchand de tableaux, s'occupant notamment de Picasso, ami de Max Jacob, Georges Braque, Juan Gris, et théoricien du cubisme. Chez les Kahnweiler, on rencontre régulièrement André Masson et ses amis, le critique d’art Maurice Raynal (1884-1954), Élie Lascaux, Suzanne Roger et son mari André Beaudin, le sculpteur Jacques Lipchitz, le musicien Erik Satie, le dramaturge Armand Salacrou et sa femme Lucienne, des écrivains et poètes Antonin Artaud, Charles-Albert Cingria (1883-1954), André Malraux et sa femme Clara.

### Études
Les parents de Michel Leiris s’installent, en 1904, au 8 rue Michel-Ange dans un quartier d’Auteuil. De 1906 à 1909, Michel fréquente, jusqu’à la classe de neuvième incluse, l’école privée mixte de la rue Michel-Ange.
Au mois d’octobre 1909, il entre au cours Kayser-Charavay, avenue Montespan, pour une année scolaire. En octobre 1910, il est en classe de septième, et l’année suivante en sixième, au cours Daguesseau, dirigée par l’abbé Llobet, rue Boileau.
Puis, en octobre 1912, il intègre le lycée Janson-de-Sailly pour y suivre les cours de cinquième. En juillet 1914, Michel termine sa quatrième avec le deuxième prix de français et le premier prix de récitation. En juillet 1916, il obtient, à la fin de sa classe de seconde, les premiers prix de composition française et d’exercices latins, mais, pour raison disciplinaire, il doit quitter le lycée Janson-de-Sailly. Sa famille le protège des nouvelles concernant la Première Guerre mondiale.
Au mois d’octobre 1916, il entre à l’école Vidal de la rue de Passy, pour y suivre la classe de première. Michel obtient en juillet 1917, la première partie du baccalauréat latin-langues, avec l’indulgence du jury. Il retourne, en octobre 1917, au cours Kayser-Charavay pour suivre sa classe de philosophie. Il échoue, en juillet 1918, à la deuxième partie du baccalauréat. L’été 1918, les Leiris s’installent au 2 rue Mignet dans le 16e arrondissement de Paris. Michel suit des cours de philosophie dans une école privée, l'« école Descartes ». Il repasse, le 28 octobre 1918, la deuxième partie du baccalauréat (philosophie) qu’il obtient « tant bien que mal » d'après ses dires. Il découvre le jazz, le whisky, les boîtes de Montmartre et des chanteuses noires américaines, comme Bricktop, venues s'installer à Paris après la guerre.

### De 1919 à la Seconde Guerre mondiale
En 1919, Michel Leiris, menant une vie de « bâton de chaise », essaie d'avoir un emploi stable. Après deux tentatives comme employé de commerce aux magasins Peter Robinson et chez le commissionnaire Max Rosambert, il abandonne très rapidement. Il débute en août une liaison de quatre ans avec celle qu'il appelle Daisy S. dans son Journal et, vingt ans plus tard, « Kay » dans L'Âge d'homme.
Durant l’automne 1920, il prépare l’examen d’entrée à l’Institut de chimie. En février 1921 il fait la connaissance de Max Jacob, Maurice Ravel, Erik Satie, Georges Henri Rivière. Le 15 décembre 1921, Michel Leiris commence son service militaire au fort d'Aubervilliers, puis à l’Institut Pasteur, où il termine ses deux ans de conscription. En 1922, il rencontre au printemps Antonin Artaud chez Max Jacob et, en octobre, se lie d'amitié avec le peintre André Masson. Il devient alors l'un des piliers du groupe de la rue Blomet avec Masson, Georges Limbour, Artaud et Roland Tual.
Il habite encore chez sa mère, rue Mignet, dans le 16e arrondissement de Paris, et prépare, seulement pour la forme, un certificat de chimie. Le 15 décembre 1923, libéré du service militaire, il met fin à ses études de chimie. Il dira lui-même : « J’obéis à ma vocation — et renonçant aux vagues études que j’avais poursuivies jusqu’alors — je quittai le laboratoire où j’avais fini mon service […], décidé à consacrer toute mon activité à la littérature. » En mars 1924, il rencontre Marcel Jouhandeau, naît une amitié tourmentée qui prend fin en 1936.
Au mois d’octobre 1926, Michel Leiris est représentant en librairie, métier qui l’ennuie, mais lui laisse le temps d’écrire. Il adhère au syndicat CGT des V.R.P. (voyageurs représentants placiers). Marxiste, il est néanmoins sensible aux critiques de Souvarine à l'endroit du Parti communiste soviétique.
À vingt-huit ans, il obtient son premier emploi stable ; le 3 juin 1929, il entre à Documents, revue fondée en 1929, par Georges Bataille, Georges Henri Rivière, Carl Einstein et financée par le marchand d’art Georges Wildenstein, comme secrétaire de rédaction, succédant au poète et romancier, Georges Limbour, et précédant l'ethnologue, Marcel Griaule, à son retour d’Éthiopie. Une rencontre décisive pour sa carrière d’ethnographe.
De 1929 à 1935, il suit une psychanalyse sous la conduite d'Adrien Borel. Il ressent le besoin, pour la parachever, ou en constater l'échec, d'écrire une autobiographie : L'Âge d'Homme. Cette première œuvre est ensuite prolongée par les quatre tomes de La Règle du Jeu, rédigés de 1948 à 1976.
Avec l’appui de Georges Henri Rivière, sous-directeur du musée d'Ethnographie du Trocadéro depuis 1929, Leiris est officiellement recruté, en janvier 1931, par Marcel Griaule en tant qu’homme de lettres et étudiant en ethnologie faisant fonction de secrétaire archiviste de la Mission ethnographique, la « Mission Dakar-Djibouti ». Bien qu'il n'ait pas de formation d'ethnologue, l'intérêt qu'il a montré au cours de sa collaboration à la revue Documents pour les relations entre les sciences sociales et le marxisme lui vaut d'avoir été choisi pour cette expédition, une place dans celle-ci, que Luis Buñuel a dédaignée[pas clair], restant disponible. Michel Leiris tient le journal de bord de cette mission, mais qui est surtout son propre journal de route, publié sous le titre de L'Afrique fantôme, dont la tonalité est de plus en plus personnelle et intime.

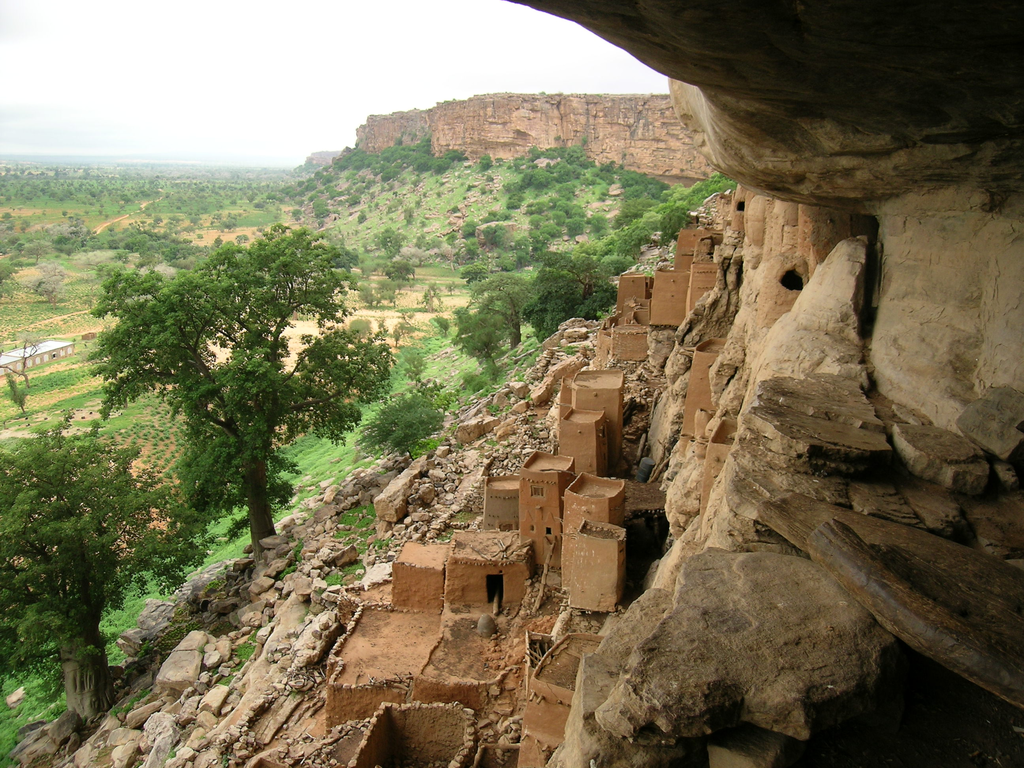
La falaise de Bandiagara, au Mali, dans le Pays Dogon, où la Mission Dakar-Djibouti s'est longuement arrêtée.

La mission comprend, en 1931, six personnes : Marcel Griaule (chef de la mission), Marcel Larget, un naturaliste, chargé de l’intendance et second de la mission, Leiris, Éric Lutten (enquêtes sur les technologies et prises de vue cinématographiques), Jean Mouchet (études linguistiques) et Jean Moufle (enquêtes ethnographiques). Plus tard, André Schaeffner (musicologue), Abel Faivre (géographe et naturaliste), Deborah Lifchitz (1907-1943), linguiste, et Gaston-Louis Roux, recruté sur la recommandation de Leiris comme « peintre officiel de la Mission » chargé d’étudier et collecter des peintures éthiopiennes anciennes et d’en exécuter des copies. À ces personnes, il est essentiel d'ajouter Abba Jérôme Gabra Mussié, un grand lettré éthiopien qui sera à la fois l'interprète et l'informateur principal de Leiris à Gondar.
De retour à Paris, Leiris a du mal à se réadapter à la vie parisienne. Il habite encore — avec sa femme — chez sa mère, rue Wilhem.
Il se met à étudier l'ethnologie en suivant les cours de Marcel Mauss à l'Institut d'ethnologie, puis prend la responsabilité du Département d'Afrique noire du musée d'Ethnographie du Trocadéro (ancêtre du musée de l'Homme).
Il fait un trait, comme Paul Nizan (dans Aden Arabie), sur le voyage comme mode d'évasion, en signant L'Afrique fantôme : monumental journal de voyage dans lequel il détourne les techniques d'enquête et de retranscription ethnographiques pour les appliquer à la description du quotidien et des conditions de travail de l'équipe de chercheurs. La publication de ce texte dans la collection « Les documents bleus » chez Gallimard en 1934 provoque la rupture avec Marcel Griaule qui craint que la révélation des méthodes brutales utilisées pour la collecte de certains objets sacrés ne porte atteinte à la réputation des ethnographes.
Leiris se donne comme mission d'obtenir les diplômes qui légitimeront ses activités. Son mémoire sur la langue secrète des Dogons présenté à l’École pratique des hautes études en sciences religieuses mais ajourné par Louis Massignon qui lui reproche de procéder par « explosions successives de pensée » et non par enchaînements discursifs, est soutenu en juin 1938. Entretemps, en janvier 1935, Leiris commence à suivre les cours sur les religions primitives de Maurice Leenhardt à l’EPHE et, à partir du mois de novembre, prépare une licence de lettres à la Sorbonne.
En 1936, il obtient un certificat d’histoire des religions (option religions primitives), mention bien, et le 21 novembre de la même année, un certificat de sociologie. En juin 1937, il décroche un certificat d’ethnologie (options linguistique et Afrique Noire), mention bien, et le 21 d’octobre le diplôme d’amharique de l’École nationale des langues orientales vivantes, mention bien. De 1937 à 1939, il participe aux travaux du Collège de Sociologie, fondé par Georges Bataille et Roger Caillois, qui, entre autres, s'emploie à « appliquer » les thèses sur le sacré de Marcel Mauss et de Robert Hertz aux faits sociaux et politiques contemporains.

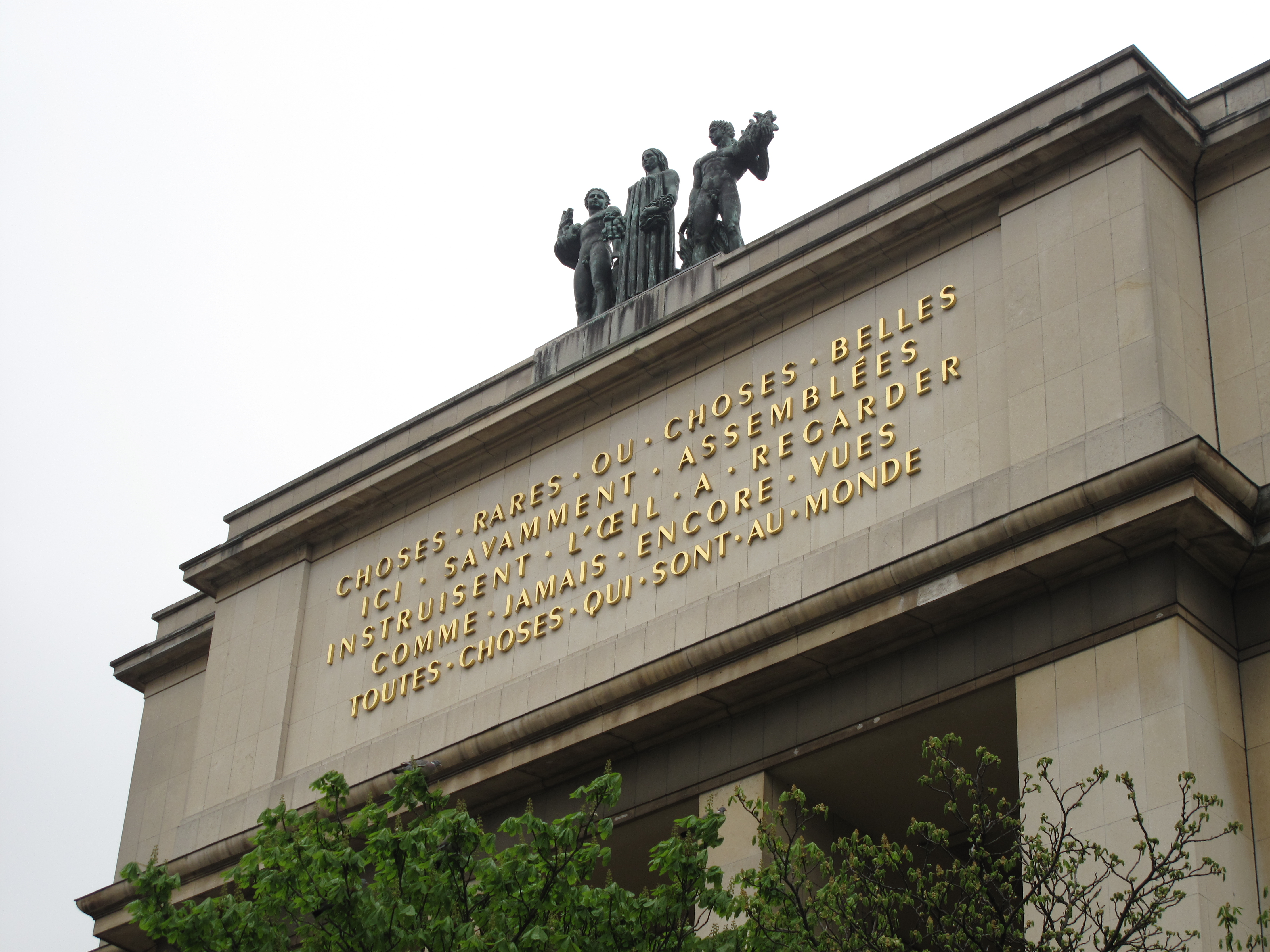
Le fronton du musée de l'Homme avec les stances de Paul Valéry.

Au printemps de l’année 1938, désormais licencié ès lettres, Leiris est nommé directeur de service au Laboratoire d’ethnologie du Muséum national d'histoire naturelle (c'est-à-dire au musée de l'Homme), puis il entre comme chercheur au Centre national de la recherche scientifique (CNRS) tout en demeurant affecté au musée de L'Homme. Il en reste salarié jusqu’à sa retraite, en 1971.

### Pendant la Seconde Guerre mondiale
Au mois d’août 1940, le linguiste Boris Vildé (1908-1942), l’anthropologue Anatole Lewitsky (1901-1942) et la bibliothécaire Yvonne Oddon (1902-1982) créent le « secteur Vildé » du réseau de résistance dit Groupe du musée de l'Homme.
Leiris entretient des rapports cordiaux avec le groupe, sans en faire partie, notamment pour préserver la sécurité et les intérêts de Kahnweiler – qui, comme juif, a dû quitter Paris et se réfugier dans le sud-ouest de la France – et de la galerie Simon (devenue galerie Louise Leiris en 1941), mais Michel Leiris et son épouse abritent, sans aucune réserve, Deborah Lifchitz, juive d’origine polonaise, dans leur appartement de la rue Eugène-Poubelle. Cette collaboratrice de la Mission Dakar-Djibouti, amie et collègue de Denise Paulme au musée de L'Homme, meurt à Auschwitz après son arrestation par la police française, le 21 février 1942. Leiris dédiera à sa mémoire La Langue secrète des Dogons de Sanga au moment de sa publication en 1948.
Durant la fin de la guerre, il organisera également dans son appartement le 19 mars 1944 la lecture de la première pièce de théâtre de Picasso, Le Désir attrapé par la queue, regroupant une importante partie de l'intelligensia parisienne (Sartre, Beauvoir, Lacan, Reverdy…) sous la direction d'Albert Camus.

#### La Règle du jeu
C'est au cours de ces années de guerre que prend forme La Règle du jeu, une vaste et méticuleuse entreprise autobiographique. Considéré comme l'un des plus grands prosateurs du XXe siècle (Georges Perec, Walter Benjamin, Claude Lévi-Strauss), Leiris renouvelle totalement ce genre littéraire, le dégageant de la chronologie, disloquant celle-ci, et procédant par associations d'images, de mots et d'idées, et par analepses. En même temps qu'un travail de et sur la mémoire, c'est à une mise en abîme de l'écriture qu'il se livre alors : s'écrire, se décrire, se vivre en écrivant, une construction littéraire qui est aussi une conduite de vie dont le pivot est une unique « règle du jeu » morale et esthétique fondée sur le sacrifice de l'auteur et finalisée à la création « alchemique » d'un homme nouveau, d'un nouveau lien communautaire. De 1948 à 1976, quatre tomes sont publiés : Biffures, Fourbis, Fibrilles, Frêle Bruit où, à l'image des longues phrases à périodes et parenthèses qui les parsèment, se lit une sorte de mise en boucle de soi — de soi et de son rapport au monde, aux autres, au langage — qui n'est pas sans évoquer les Essais de Montaigne.

### Après guerre

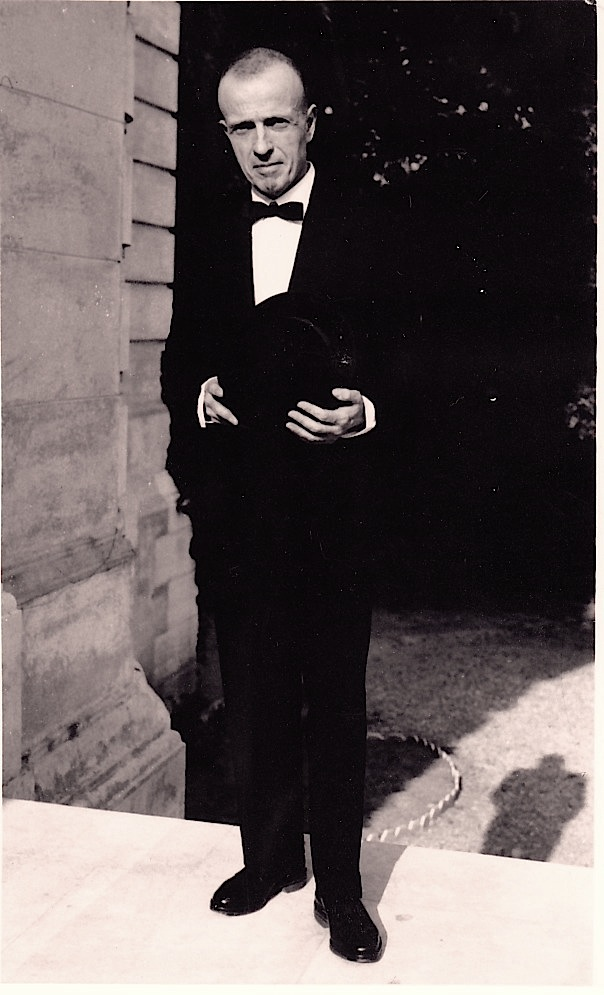
Michel Leiris en 1950.

En octobre 1942, Leiris rencontre Sartre au Havre. Les deux écrivains se sont auparavant mutuellement lus et appréciés, Leiris subjugué par La Nausée et Sartre impressionné par L'Âge d'homme.
Cette rencontre sera décisive pour la pensée et l'écriture de Leiris, au point qu'il réalisera une longue préface à L'Âge d'homme (« De la littérature considérée comme une tauromachie »), marquée par la thématique sartrienne de la « littérature engagée ». Après la Libération, il devient membre de l'équipe fondatrice de la revue Les Temps modernes dirigée par Sartre. Il participe également, avec Alioune Diop, Aimé Césaire dont il devient l'ami, et Georges Balandier, à la fondation de la revue Présence africaine en 1945. Il écrit également des nouvelles et de nombreux poèmes.
Parallèlement, devenu ethnologue, et, à partir de 1943, chercheur du CNRS au musée de l'Homme, il exercera une grande influence sur une nouvelle génération d'ethnologues comme Georges Condominas, Georges Balandier, Paul Mercier ou Gilbert Rouget.
En 1948, il apporte son soutien au sionisme et au Groupe Stern, qui « combat l’impérialisme anglais, non seulement en tant qu’ennemi du peuple juif, mais aussi en tant qu’oppresseur du peuple arabe. »
A Bordeaux en 1951, il est invité au procès des 16 de Basse-Pointe, coupeurs de canne martiniquais accusés du meurtre de leur administrateur béké. Il confie alors à la barre que c’est à la Martinique qu’il a vu « le spectacle de misère le plus effroyable de [son] existence ». Le procès se conclut par l'acquittement de tous les accusés.
En 1957, il est nommé Satrape du Collège de 'Pataphysique, et publie de nombreux textes dans la revue du Collège.
À la suite d'un voyage en Chine encouragé par l'Association des amitiés franco-chinoises avec Jean-Paul Sartre, au lieu de publier l'attendu carnet enthousiaste sur son séjour dans le pays communiste, il tente en 1957 de se suicider, ce qu'il relatera dans le troisième tome de La Règle du jeu, Fibrilles.

### À partir des années 1960
En 1960, Michel Leiris participe à la fondation et à la direction des Cahiers d'études africaines publiés par l’École pratique des hautes études (VIe section).
En juillet de la même année, prenant position contre le colonialisme, il est notamment un des premiers signataires du Manifeste des 121 - Déclaration sur le droit à l’insoumission dans la guerre d’Algérie, et également membre du Mouvement de la paix, publié en septembre dans différents périodiques, qui furent saisis ; vingt-neuf des signataires, dont Leiris, furent inculpés de provocation à l’insoumission et à la désertion.
Le 25 octobre 1960, année de l’accession à l’indépendance des colonies françaises d’Afrique noire et de Madagascar, une commission paritaire du CNRS se réunit en conseil de discipline pour examiner le cas des chercheurs signataires du « Manifeste des 121 ». Pour se défendre, Leiris affirme que sa vocation d’ethnologue le pousse à défendre les peuples qu’il étudie et dont il est « l’avocat désigné, celui qui plus que quiconque doit s’attacher à faire admettre leurs droits, sans excepter le droit de lutter à leur tour pour se constituer en nation. » Le 7 décembre, un blâme lui est infligé.
En janvier 1961, quelques mois après la sanction concernant la signature du « Manifeste des 121 », il est promu maître de recherche au CNRS.
Jean Rouch conseille à Leiris en 1967 de postuler au grade de directeur de recherche au CNRS (ce qui lui prolonge de trois ans sa carrière). Il est nommé directeur de recherche en janvier 1968.
Il préside avec Simone de Beauvoir, l’association des amis du journal maoïste La Cause du peuple. Il s’associe au mouvement de mai 1968.
En 1968, il rejoint André du Bouchet, Yves Bonnefoy, Paul Celan, Jacques Dupin et Louis-René des Forêts au comité de rédaction de la revue L'Éphémère, jusqu'au dernier numéro en 1972.
Avec Robert Jaulin et Jean Malaurie, il assure durant l'année 1969 la critique des théories d’ethnologie dans le cadre de l’enseignement « critique » et « polémique » donné à la Sorbonne, parallèlement aux cours officiels d’ethnologie.
Il laisse, en plus de son œuvre autobiographique, d'importantes études de critique esthétique et d'ethnologie. Il a notamment travaillé sur la croyance en la possession — le culte des génies « zar » — dans le nord de l'Éthiopie, l'analysant dans une perspective proche du thème sartrien de la mauvaise foi existentielle et des travaux d'Alfred Métraux, dont il était un ami proche, sur le culte vaudou en Haïti.
En matière de critique d'art, Leiris est l’un des observateurs les plus aigus de son temps, et il s'est principalement intéressé à la peinture moderne figurative, consacrant des articles et des essais aux grands peintres « réalistes » du XXe siècle : Pablo Picasso, Wifredo Lam, André Masson, Alberto Giacometti ou Francis Bacon (dont on peut considérer qu’il fut le « découvreur »), avec qui il partagera une amitié dès 1966.
En 1980, Leiris refuse le Grand prix national des Lettres.

### Dernières années

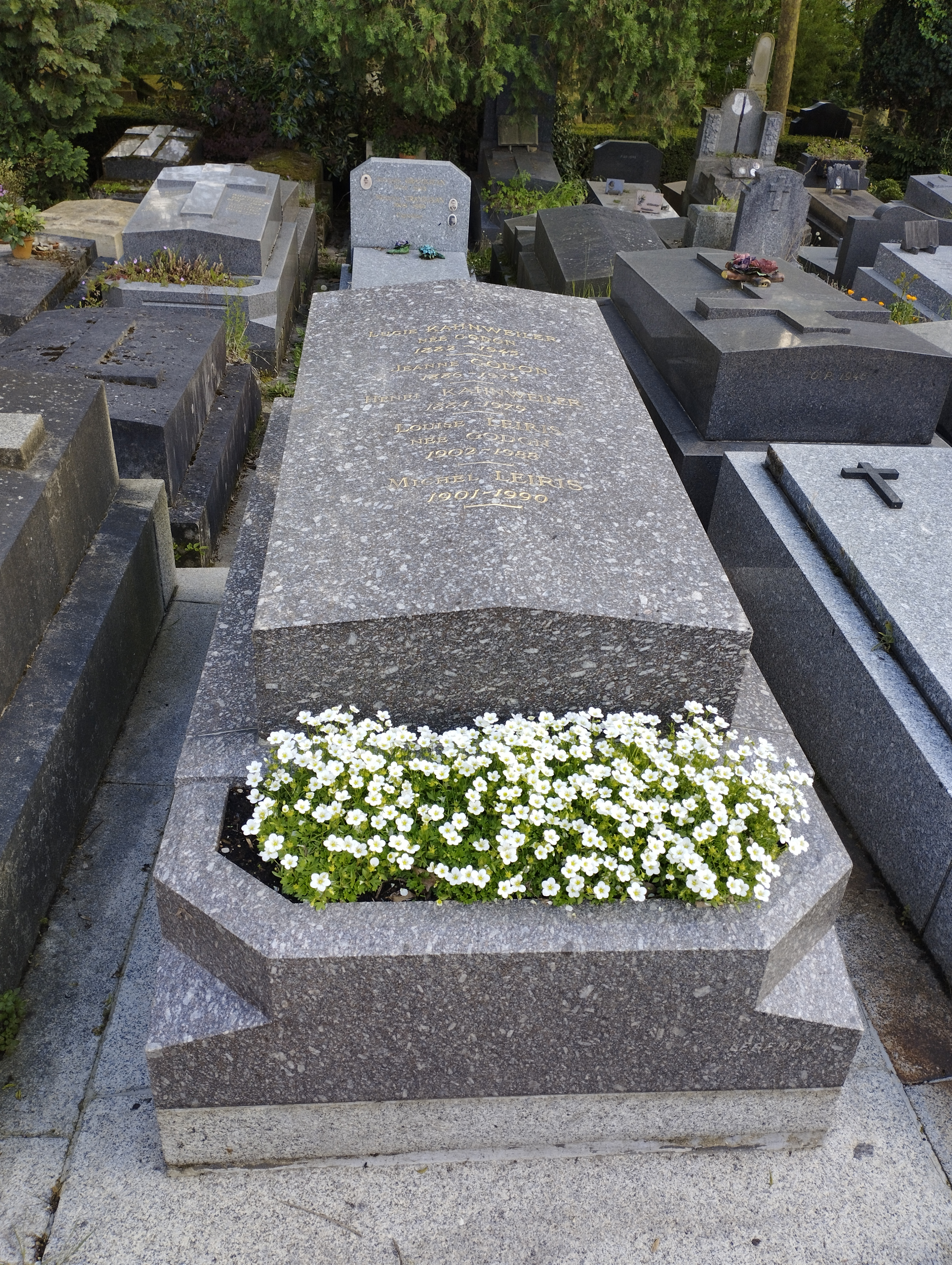
Tombe de Michel Leiris au cimetière du Père-Lachaise (division 97).

En novembre 1984, Michel et Louise Leiris font don au musée national d'art moderne (Centre Pompidou-Paris) de leur collection de peintures et sculptures, plus de deux cent-cinquante œuvres (de Picasso, Bacon, Giacometti, Braque, Ernst, Gris, Masson, Klee, Miró, Vlaminck, Derain, etc.).
Quelques mois plus tôt, son bureau au musée de l’Homme lui est supprimé, une mesure rapportée fin septembre par l’assemblée des professeurs du Muséum national d'histoire naturelle, après les protestations et pétitions du personnel du musée.
Avec Jean Jamin, Leiris a fondé en 1986 au musée de l'Homme la revue d'histoire et d'archives de l'anthropologie Gradhiva, aujourd'hui publiée par le musée du Quai Branly, ainsi que la collection « Les cahiers de Gradhiva » publiée aux éditions Jean-Michel Place. Son dernier entretien est accordé à Bernard-Henri Lévy le 18 septembre 1989.
Hospitalisé à l’Hôpital américain de Neuilly (du 7 au 20 novembre 1989) à la suite d'une crise cardiaque, il décède le dimanche 30 septembre 1990, à 9 h 15 du matin, dans sa maison de campagne à Saint-Hilaire (Essonne). Il est incinéré au crématorium du cimetière du Père-Lachaise le 4 octobre, et ses cendres sont placées dans le caveau (97e division) où reposent Lucie (née Godon, 1882-1945) et son mari Daniel-Henry Kahnweiler (1884-1979), Jeanne Godon (1886-1973) et Zette (Louise Alexandrine) Leiris (née Godon le 22 janvier 1902 à Paris, fille de Lucie, morte à la clinique Hartmann de Neuilly-sur-Seine le 24 septembre 1988).
Leiris a légué ses biens à Amnesty International, à la Fédération internationale pour les droits humains, au Mouvement contre le racisme et pour l'amitié entre les peuples (MRAP). Sa bibliothèque, ses manuscrits littéraires et sa correspondance sont donnés à la Bibliothèque littéraire Jacques-Doucet, tandis que ses travaux et archives ethnographiques, ses documents politiques sont déposés à la bibliothèque du Laboratoire d'anthropologie sociale du Collège de France. Jean Jamin en a été l'exécuteur testamentaire.

## Œuvres
Bon nombre de ces œuvres ont été traduites en allemand, anglais, italien, espagnol, portugais (Brésil), polonais, roumain, russe, japonais, chinois (mandarin), serbe.
L'Âge d'homme a figuré au programme de l'agrégation de lettres en 2005.

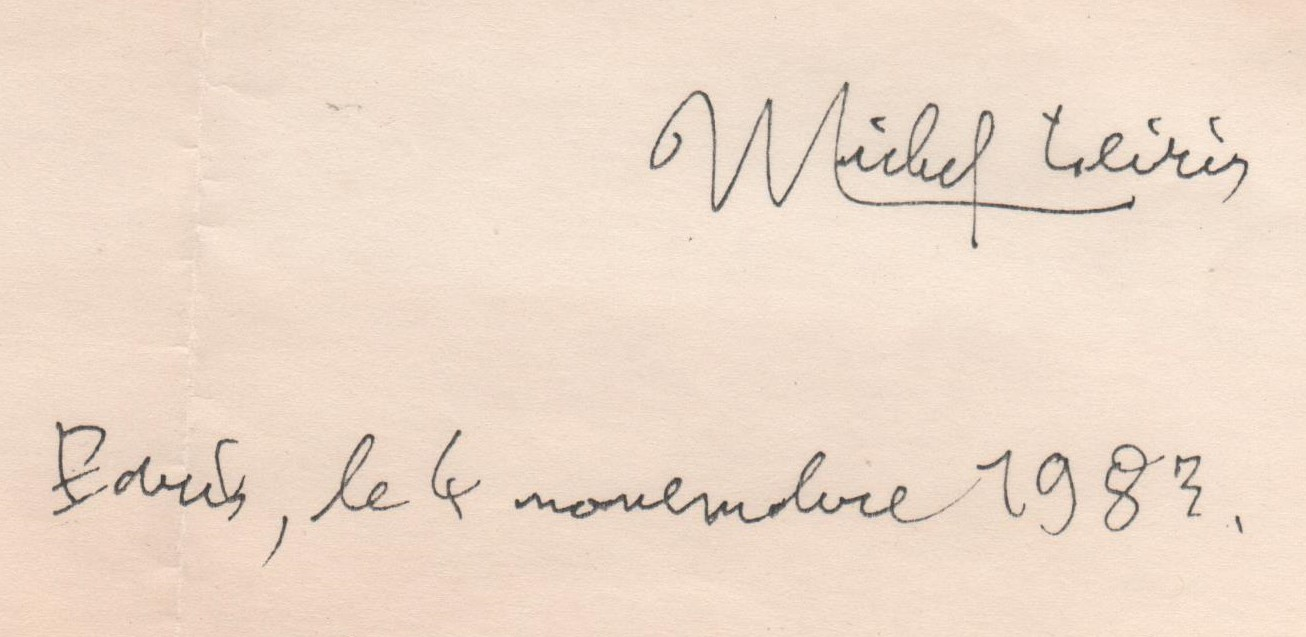
signature de Michel Leiris

- 1925 - Simulacre, avec 7 lithographies d'André Masson, Paris, Galerie Simon, 112 exemplaires numérotés, signés par l'auteur et l'illustrateur
- 1927 - Le Point cardinal, éditions du Sagitaire, Simon Kra
- 1934 - L'Afrique fantôme
- 1938 - Miroir de la tauromachie (essai)
- 1939 - L'Âge d'homme
- 1943 - Haut Mal (poèmes)
- 1946 - Aurora (roman)
- 1948 - Biffures (La Règle du jeu - I)
- 1948 - La Langue secrète des Dogons de Sanga (deuxième édition : 1992)
- 1951 - Race et Civilisation
- 1955 - Fourbis (La Règle du jeu - II)
- 1955 - Contacts de civilisations en Martinique et en Guadeloupe, J.-M. Tremblay, 2008 (ISBN 978-1-4123-6372-3, DOI 10.1522/030092220, lire en ligne)
- 1958 - La Possession et ses aspects théâtraux chez les Éthiopiens de Gondar (deuxième édition augmentée : 1980)
- 1961 - Nuits sans nuit et quelques jours sans jour
- 1964 - Grande fuite de neige
- 1964 - Miroir de la tauromachie, précédé de Tauromachies, G. L. M. impr. G. Lévis-Mano , illustré de André Masson, l'ouvrage est dédié à la mémoire de Colette Peignot
- 1966 - Fibrilles (La Règle du Jeu - III)
- 1966 - Brisées (recueil d'articles)
- 1967 - Afrique noire : la création plastique (en collaboration avec Jacqueline Delange)
- 1969 - Cinq études d'ethnologie
- 1969 - Mots sans Mémoire (recueil de textes poétiques)
- 1969 - Fissures
- 1971 - André Masson, "Massacres" et autres dessins
- 1974 - Francis Bacon ou la vérité criante
- 1976 - Frêle Bruit (La Règle du Jeu - IV)
- 1978 - Alberto Giacometti
- 1980 - Au verso des images
- 1981 - Le Ruban au cou d'Olympia
- 1985 - Langage, tangage, ou ce que les mots me disent
- 1987 - Francis Bacon
- 1987 - Roussel l'ingénu
- 1988 - À cor et à cri
- 1988 - À propos de Georges Bataille, Tours, Fourbis
- 1989 - Francis Bacon le hors-la-loi
- 1990 – Entre Augures (entretiens avec Jean Schuster)
- 1990 - Miroir de la tauromachie (éditions de luxe, avec quatre lithographies signées de Francis Bacon)
- 1991 - La Course de taureau (scénario et texte du commentaire du film de Pierre Braunberger - édition de Francis Marmande)
- 1991 - Pierres pour un Alberto Giacometti

### Œuvres posthumes, journal et correspondances

#### Éditions de Jean Jamin
- 1992 - Zébrage (recueil d'articles - édition de Jean Jamin), Gallimard, coll. Folio Essais
- 1992 - Journal 1922-1989 (édition de Jean Jamin, réédition 2021), Gallimard
- 1992 - Operratiques (édition de Jean Jamin), P.O.L.
- 1992 - C'est-à-dire (édition posthume d'entretiens réalisés en 1986 et 1987 avec Jean Jamin et Sally Price), Jean-Michel Place
- 1994 - Journal de Chine (édition de Jean Jamin), Gallimard
- 1994 - L'Homme sans honneur. Notes pour le sacré dans la vie quotidienne (édition de Jean Jamin), Jean-Michel Place. Rééd. Paris : Allia, 2012, 114 p.
- 1998 - Roussel & Co. (édition de Jean Jamin & Annie Le Brun), Fata Morgana

#### Autres textes
- 1992 - Un génie sans piédestal (recueil de textes sur Picasso - édition de Marie-Laure Bernadac), Fourbis
- 1992 - L'Évasion souterraine, illustré par Xavier (édition de Catherine Maubon), Fata Morgana
- 1995 - Francis Bacon ou la brutalité du fait, Seuil
- 1997 - Wifredo Lam (édition de Pierre Vilar), Didier Devillez Éditeur
- 2000 - Le Merveilleux (édition de Catherine Maubon), Didier Devillez Éditeur
- 2000 - Correspondance Leiris-Paulhan, 1926-1962 (édition de Louis Yvert), Éditions Claire Paulhan
- 2001 - Max Jacob, Lettres à Michel Leiris (édition de Christine Van Rogger Andreucci), Honoré Champion
- 2002 - Ondes, suivi de Images de marque, Le temps qu'il fait
- 2002 - Correspondance André Castel-Michel Leiris, 1938-1958 (édition d'Annie Maïllis), Éditions Claire Paulhan
- 2004 - Échanges et correspondances, Bataille-Leiris (édition de Louis Yvert), Gallimard
- 2004 - Francis Bacon, face et profil (réédition 2008), Hazan
- 2013 - Correspondance Jacques Baron-Michel Leiris, 1925-1973, Joseph K.
- 2014 - Glossaire j'y serre mes gloses, illustré par André Masson, suivi de Bagatelles végétales, illustré par Joan Miró, édition de Louis Yvert, Gallimard, coll. Poésie
- 2015 - Cahier Dakar-Djibouti (avec Marcel Griaule, Gaston-Louis Roux, André Schaeffner, etc. - édition de Marianne Lemaire & Éric Jolly), Éditions Les Cahiers[24].
- 2021 - Michel Leiris-Marcel Jouhandeau, 1923-1977 (édition Denis Hollier et Louis Yvert), Gallimard

### Recueils et éditions récentes des œuvres
Après la parution, sous la direction de Denis Hollier, de La Règle du jeu en 2003 dans la Bibliothèque de la Pléiade, la publication dans cette même collection et sous la même direction du deuxième volume des œuvres de Michel Leiris, comprenant L'Âge d'homme précédé de L'Afrique fantôme et de nombreux appendices, dont Miroir de la tauromachie, a été réalisée en novembre 2014.
- 1996 : Miroir de l'Afrique (recueil posthume illustré comprenant ses principaux écrits d'ethnologie africaine - édition de Jean Jamin)
- 2003 : La Règle du jeu (Bibliothèque de la Pléiade - édition de Denis Hollier)
- 2011 : Écrits sur l'art (recueil posthume de tous ses textes sur la peinture et la sculpture - édition de Pierre Vilar)
- 2014 : L'Âge d'homme précédé de L'Afrique fantôme (Bibliothèque de la Pléiade - édition de Denis Hollier)
- 2021 : Journal (1922-1989) (édition de Jean Jamin), nouvelle édition revue et augmentée, collection Quarto, Gallimard)

### Cahiers Leiris
Les Éditions les Cahiers, spécialisées dans l'édition de cahiers d'auteur, ont publié trois numéros des Cahiers Leiris. Chaque numéro rassemble une pluralité inédite d’études, d’entretiens, de témoignages, d’hommages, de textes littéraires et de documents iconographiques. Les horizons divers de ses contributeurs offrent une lecture croisée de Michel Leiris et de son œuvre comme de leur héritage dans la réflexion et la création contemporaines.
- 2007 : Cahiers Leiris n°1[25] (450 pages)
- 2009 :  Cahiers Leiris n°2[26] (368 pages)
- 2012 : Cahiers Leiris n°3[27] (272 pages)

### Expositions et hommages
Plusieurs périodiques français ou étrangers (Europe, Littérature, Critique, Il Verri, L'ire des vents, Le Magazine littéraire, Sub-stance, Sulfur, Modern Literay Notes, Konteksty) ont consacré des numéros spéciaux à Michel Leiris.
Une grande exposition Leiris & Co : Picasso, Miró, Masson, Giacometti, Lam, Bacon..., à l'initiative de Laurent Le Bon, placée sous la direction de Agnès de la Beaumelle, Marie-Laure Bernadac et Denis Hollier, avec Jean Jamin comme conseiller scientifique, a été programmée au Centre Pompidou-Metz ; elle a eu lieu du 3 avril au 14 septembre 2015, et a été accompagnée d'un important catalogue de 400 pages et de 350 illustrations, dirigé par Agnès de la Beaumelle, Marie-Laure Bernadac et Denis Hollier, réunissant quarante-cinq contributeurs, et co-édité par le Centre Pompidou-Metz et les Éditions Gallimard. Après avoir connu une fréquentation sans précédent au centre Pompidou-Metz (plus de 200 000 visiteurs en cinq mois), cette exposition s'est clôturée par un colloque international consacré à la vie et l'œuvre de Leiris, organisé par Denis Hollier et Jean Jamin les 10 septembre (au musée du Quai Branly) et 11 septembre (au centre Pompidou-Metz). Les actes en ont été publiés, sous le titre Leiris unlimited, en mars 2017 aux Éditions du Centre national de la recherche scientifique (, Paris, CNRS Éditions).
Le nouveau musée de l'Homme lui a rendu hommage l'après-midi du dimanche 20 mars 2016, lors de manifestations consacrées au "Printemps des poètes", par des lectures de poèmes ou d'extraits de ses écrits autobiographiques, dits par Bruno Raffaelli de la Comédie française.

## Anecdote
Max Jacob prévient Leiris en février 1923 qu’il avait utilisé ses lettres pour le caractère d’un personnage d’un roman en cours (paru en mars 1924), L’Homme de chair et l’homme reflet, où l’on peut lire : « Maxime [Lelong] croyait de son devoir d’être ingénieur-chimiste […]. Il se détestait, se regardait aux glaces pour se détester davantage, rageait contre ses vêtements pauvres […]. Il souffrait de tout sans se l’avouer ou en le criant trop pour qu’on le prît au sérieux. »

## Participation ouvrage collectif militant
- Hervé Bazin, Marc Beigbeder, Jean-Marie Domenach, Francis Jeanson, Michel Leiris, Jacques Madaule, Marcel Mer, Jean Painlevé, Roger Pinto, Jacques Prévert, Roland de Pury, J.H. Roy, Vercors et Louis de Villefosse (préf. Jean-Paul Sartre), L'Affaire Henri Martin : Commentaire de Jean-Paul Sartre (Collectif), Paris, Gallimard, coll. « nrf / Hors série Connaissance », 29 octobre 1953, 296 p. (ISBN 2-07-024836-4, présentation en ligne).

## Filmographie
- Michel Leiris ou l'homme sans honneur, film de Christophe Barreyre et Jean Jamin, musique de Michel Portal, Paris, Les Films à Lou et Antenne 2, 1996, 52 minutes.